# Новгородская четвёртая летопись
Новгородская четвёртая летопись (Новгородская IV летопись, HIVЛ, Н4Л) — русская летопись XV века. Получила название четвёртой по тому порядку, в котором были опубликованы новгородские летописи при первом их издании. Хронологически она является второй из сохранившихся (после Синодального списка Новгородской первой летописи). Предшествует Новгородской первой летописи младшего извода, но отражает более поздний этап в развитии летописания.

## Текстология
Списки составляют две редакции (извода), старшую, доведённой до 1437 года (Новороссийский и Голицынский списки), и младшую, в основной части доведённую до 1447 года и затем продолженную различно в разных списках. Обе редакции сходны до 1428 года.
Списки:
- Старшая редакция (извод). К своду 1428 года добавлены статьи 1429—1437 годов из Новгородской владычной летописи.
  - Новороссийский список. Рукопись в лист, на 339 листах. Завершается 1437 годом[2]. Переписан около 1477 года. Рукопись включает также списки епископов и посадников Новгородских[3].
  - Голицынский список. Рукопись в четверть листа, на 380 листах. Завершается 1518 годом[4]. Переписан в том же году. Рукопись также включает «Летописец вскоре» патриарха Никифора[5].
- Младшая редакция (извод)
  - Фроловский список. Рукопись 1470—1480-х годов. Завершается 1448 годом.
  - Строевский список. Рукопись последней четверти XV века. Завершается сентябрем 6985 (1476) года[6].
  - Толстовский список. Рукопись конца XV века. Содержит фрагмент текста за 1382—1418 годы.
  - Синодальный список. Рукопись 1544 года. Завершается сентябрем 6985 (1476) года[6].
  - Академический список. Рукопись первой трети XVI века. Завершается 1515 годом[7].
  - Музейский список. Рукопись середины XVI века. Обрывается 1535 годом.
  - Список Дубровского. При издании в составе Полного собрания русских летописей рассматривался как один из вариантов Новгородской четвёртой летописи[8][9].
  - Сокращённый Новгородский летописец по списку Н. К. Никольского. Рукопись второй половины XVI века. Завершается 1556 годом[10].

Согласно А. А. Шахматову, общий источник Новгородской четвёртой и Софийской первой летописей, так называемый Новгородско-Софийский свод, был составлен в 1430-х годах.
По мнению Я. С. Лурье, совпадение Hовгородской четвёртой летописи с Софийской первой летописью с начала и до 1418 года свидетельствует о том, что первая является новгородской версией их общего протографа. Софийская первая летопись содержит ряд крупных статей, опущенных в Hовгородской четвёртой летописи, но в ряде случаев первоначальные чтения имеются в Hовгородской четвёртой. Наиболее раннюю редакцию Hовгородской четвёртой летописи, предположительно, передаёт Новгородская Карамзинская летопись. В ещё большей степени в Hовгородской четвёртой летописи первоначальный текст этого протографа дополнен дополнительными новгородскими и некоторыми ростовскими известиями. К числу этих дополнительных известий Hовгородской четвёртой летописи относятся летописчик новгородских посадников и семейный летописец новгородца Матфея Михайлова (известия о рождении Матфея, смерти его отца и матери, женитьбе и др.), а также ряд статей церковно-учительного характера: поучение архиепископа Луки, рассказ дьякона Александра о святынях Царьграда, плач о смерти митрополита Киприана и тверского владыки Арсения и др.
Отсутствуют подобные Софийской первой летописи пометки за 1077—1090 годы, но ряд событий этого времени опущены (стр. 133—135). Кратко упомянуто о «взятии Царьграда фрягами» (стр. 180), о битве на Калке (стр. 202—203), о Чудской битве (стр. 228), о смерти Михаила Черниговского (стр. 229), о смерти Михаила Тверского (стр. 257). В Софийской первой летописи об этих событиях есть подробные рассказы.
В ряде статей за конец XIV — начало XV века наблюдается дублирование известий: о некоторых событиях рассказывается кратко в нескольких словах, а затем в той же годовой статье более подробно, при этом в соответствующих местах Новгородской первой летописи младшего извода (за 1379, 1386, 1395, 1399, 1401, 1404 годы) есть лишь краткие рассказы, а в Софийской первой летописи — только подробные, кроме первого случая. В начале и конце статьи 1382 года повторены без изменений группа статей о новгородских событиях. Согласно Г. М. Прохорову, это свидетельствует, что Новгородская Карамзинская летопись была источником текста для Новгородской четвёртой летописи. Только в тексте этой летописи есть ряд известий о жизни новгородца Матфея Михайлова, который, предположительно, причастен к летописанию (под 1375, 1382, 1405, 1406, 1411 годами). Шахматов отождествлял его с Матвеем Михайловичем Кусовым, уставщиком Софийского двора.

## Содержание
Соотношение объёма:
- Вводная часть (стр. 1—10)
- Текст 852—1110 годов (стр. 10—141)
- Текст 1111—1203 годов (стр. 141—180)
- Текст 1204—1304 годов (стр. 180-252)
- Текст 1305—1428 годов (стр. 252—432)
- Текст 1429—1448 годов по спискам младшей редакции (стр. 432—444).

В состав текста входят (рассказы в составе «Повести временных лет» не указаны):
- Перечень князей, митрополий и епископий, под 897 годом (стр. 13—16)
- Поучение епископа Луки к братии, под 1058 годом (стр. 118—120), отсутствует в Софийской первой летописи
- Повесть о битве на Липице (стр. 186—197)
- Повесть о нашествии Батыя (стр. 215—222)
- Рассказ о Невской битве (стр. 223—225)
- «Рукописание Магнуша» (стр. 281—282)
- Небольшие рассказы об осаде Твери (стр. 300—303), о битве на Пьяне (стр. 306—308), о битве на Воже (стр. 309—310)
- Рассказ о Донском побоище (стр. 310—325)
- Повесть о нашествии Тохтамыша (стр. 327—338)
- Рассказ о походе Дмитрия Ивановича на Новгород, под 1386 годом (стр. 344—347)
- Слово о житии и о преставлении Дмитрия Ивановича (стр. 351—366), отсутствует в некоторых списках младшей редакции
- Рассказ диакона Александра о Царьграде (стр. 376—378), отсутствует в Софийской первой летописи
- Рассказ о битве на Ворскле (стр. 384—386), о смерти Михаила Тверского (стр. 386—389)
- Поучение о небесных знамениях, под 1402 годом (стр. 392—394), в некоторых списках младшей редакции большая часть опущена, отсутствует в Софийской первой летописи
- Духовная грамота Киприана (стр. 400—403)
- Письмо Едигея к Василию Дмитриевичу (стр. 406—407), отсутствует в Софийской первой летописи
- Рассказ о смерти Арсения Тверского (стр. 407—409), отсутствует в Софийской первой летописи
- Грамота Фотия о Григории Цамблаке (стр. 418—420)
- Рассказ о смуте в Новгороде в 1418 году, кратко упомянутый в Софийской первой летописи, изложен подробно (стр. 421—424), включено поучение архиепископа Симеона псковичам (стр. 424—425).

В списках Hовгородской четвёртой летописи младшей редакции (Строевском и Синодальном списках) сохранилось летописание последних лет Новгородской республики (до 1477 года), в том числе яркий рассказ о победе Москвы над Новгородом в 1471 году. Если в московских летописях это событие описано в традиционном этикетном стиле, упоминается вмешательство «божественной рати» на стороне Москвы, то в Hовгородской четвёртой летописи описаны вполне земные обстоятельства поражения новгородцев, раздоры между новгородскими «меньшими» и «большими» людьми, измена и др.

## Влияние
Новгородская четвёртая летопись легла в основу краткого летописца, известного из начальной части Рогожского летописца, Летописи Авраамки и ряда других памятников. Новгородская четвёртая летопись составила основу более поздних новгородских летописей — Новгородской Хронографической (Новгородской пятой), Новгородской Уваровской и Новгородского свода 1539 года (Новгородская летопись Дубровского и др.).

## Новгородская пятая летопись
Первую часть Новгородской Хронографической летописи, до 1446 года, сохранившуюся также в ряде сокращённых списков новгородской летописи, Шахматов назвал Новгородская пятая летопись. По мнению Лурье, эта первая часть представляет собой особую редакцию Новгородской четвёртой летописи, в которой на основе Новгородской первой летописи были значительно дополнены новгородские известия.

## Издания
- Полное собрание русских летописей. — СПб., 1848. — Т. 4. IV. V. Новгородская и Псковская летописи [Новгородская чётвертая и Псковская первая летописи]. — С. 1—165;
  - 2-е изд. Полное собрание русских летописей. — Новгородская четвёртая летопись. — Вып. 1. — Пг., 1915; Вып. 2. — Л., 1925; Вып. 3. — Л., 1929;
  - Полное собрание русских летописей. — М.: Языки русской культуры, 2000. — Т. 4. Ч. 1. Новгородская четвертая летопись / с предисловиями А. Г. Боброва и Б. М. Клосса. — С. 728. — 25 с. — ISBN 5-88766-063-5.